# 山崎站 (京都府)
山崎站（日语：／ Yamazaki eki */?）是位於京都府乙訓郡大山崎町字大山崎小字西谷，西日本旅客鐵道（JR西日本）東海道本線（JR京都線）的車站。車站編號為JR-A36。

## 概要

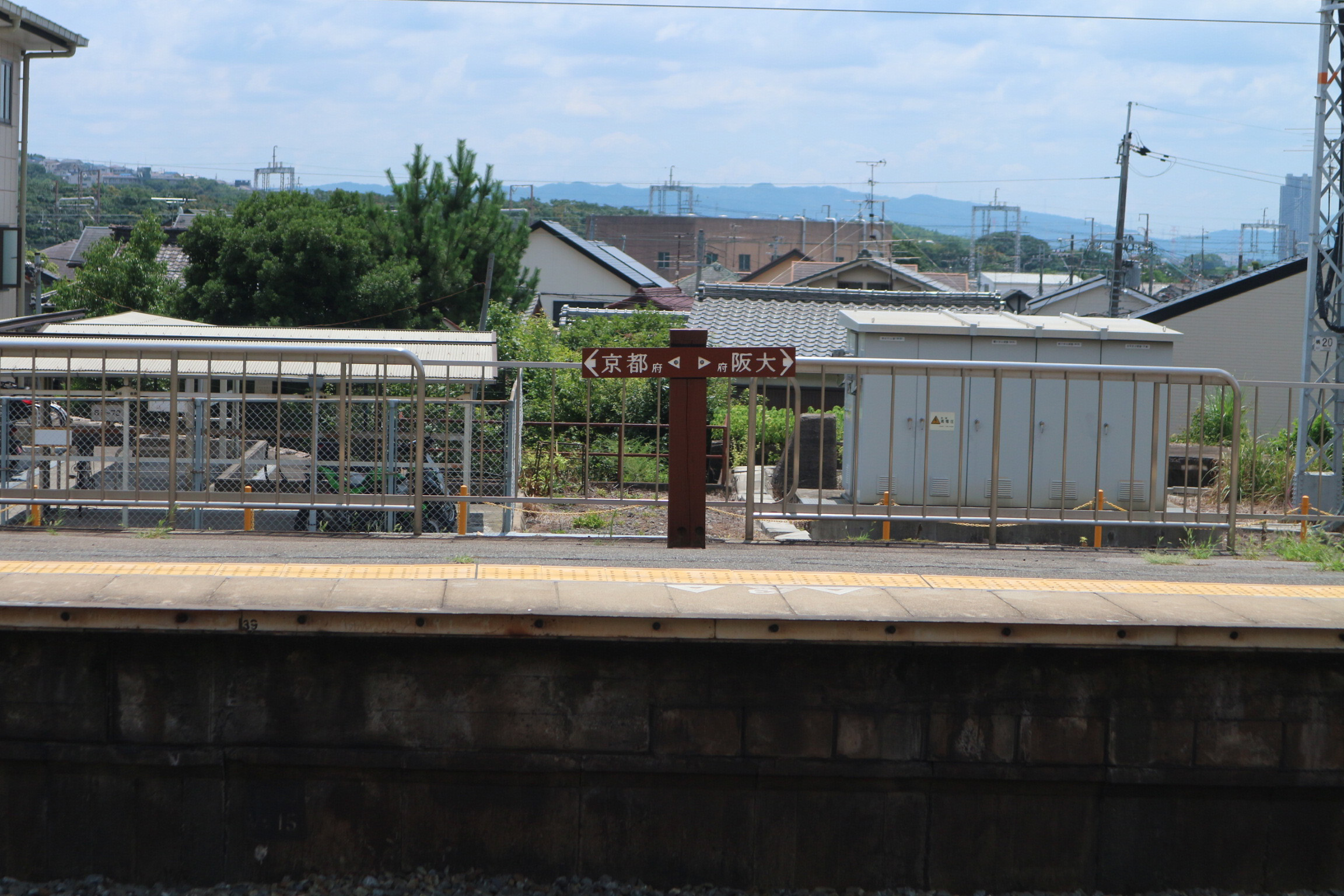
站台上的府境标记，左侧为京都府，右侧为大阪府

車站大樓位於京都府內，部分月台位置於大阪府三島郡島本町山崎。在月台設有府境的標記。因此，會有較多島本町民使用此站（島本町的郵區編號、市外局號使用京都府編號）。
在1927年（昭和2年）木造平屋的車站大樓竣工。
車站往大阪的彎位（通稱三得利彎，名字是來自鄰近的三得利山崎酒廠）是一個著名的鐵路拍攝勝地。現時為了安全起見，安裝了約2米高的圍欄，使較難拍攝。
在2008年3月15日島本站啟用前，此站與高槻站之間的距離為7.5km，為JR京都線內最長距離。另外為了與北海道同名車站分辨，在乘車票會以「（東）山崎」標記。

## 歷史
- 1876年（明治9年）8月9日 - 官設鐵道向日町站至高槻站之間開設此站。成為旅客和貨物車站。
- 1895年（明治28年）4月1日 - 制定路線名稱。成為東海道線車站（在1909年改名為東海道本線）。
- 1927年（昭和2年）10月 - 現時的車站大樓竣工。
- 1971年（昭和46年）10月1日 - 結束貨物業務。
- 1985年（昭和60年）3月14日 - 在日間時段，成為快速列車停車站，內側線月台延長至可容納12卡編成列車。
- 1987年（昭和62年）4月1日 -伴隨國鐵分割民營化，車站由西日本旅客鐵道（JR西日本）營運。
- 1988年（昭和63年）3月13日 - 制定路線別名「JR京都線」。
- 2002年（平成14年）7月29日 - 引入JR京都・神戶線運行管理系統（日语：アーバンネットワーク運行管理システム#JR京都・神戸線システム）。
- 2003年（平成15年）11月1日 - 此站可以使用IC卡ICOCA。
- 2007年（平成19年）3月18日 - 更新車站自動廣播（日语：駅自動放送）。
- 2015年（平成27年）3月12日 - 引入進站音樂。
- 2016年（平成28年）12月9日 - 京都・大阪府境的標記翻新。
- 2018年（平成30年）
  - 3月2日 - 當日起綠色窗口結束營運。
  - 3月3日 - 當日起開設綠色售票機（日语：みどりの券売機）。
  - 3月17日 - 引入車站編號並開始使用。

## 車站構造
車站為一座地面車站，設有2面4線的島式月台，月台可容納12卡車廂，在下行另外加設1條待避線。外側線的列車不會停車，因此外側的1、4號月台設有柵欄，列車只會在內側2、3號月台上下乘客。由於月台建在一個斜面上，因此車站大樓位於路軌下層。截至2017年11月，車站沒有設置升降機和電梯的無障礙設備。在車站近京都方向設有一個半俓為500米的急彎，因此通過列車只可以100km/h通過。由於車站周邊設有三得利的工廠，因此此站曾經設有貨物設施，現時遺址成為了軌道維修設施。車站內設有廁所。
此站為直營車站（由長岡京站管理），可使用ICOCA與互相使用的IC卡。

### 月台
| 月台 | 路線     | 方向 | 軌道   | 目的地                             |
| ---- | -------- | ---- | ------ | ---------------------------------- |
| 1    | JR京都線 | 上行 | 外側線 | （只供通過列車使用，設有柵欄圍封） |
| 2    | JR京都線 | 上行 | 内側線 | 京都、草津方向                     |
| 3    | JR京都線 | 下行 | 内側線 | 新大阪、大阪、三之宮方向           |
| 4    | JR京都線 | 下行 | 外側線 | （只供通過列車使用，設有柵欄圍封） |

- 以上的路線名是使用旅客資訊上的名稱（別名、愛稱）。

此站設有5號月台，但是該月台只是待避線，不是用作上下乘客使用。

## 時間表
在日間時段，設有每小時4班的普通列車（往大阪方向在高槻站起為快速）（在星期六及假日的11、12時時段，設有各站停車的普通列車4班）。在早上黃昏時段會較多班次。此外，在平日早上繁忙時間中，沒有大阪方向的列車在高槻站轉為快速的班次。

## 利用狀況
根據「京都府統計書」與「島本町統計書」，在2017年（平成29年）度1日平均乘車人次為5,815人。
在2008年島本站啟用後，此站使用人次減少1,000人以上。
由於桂川站與島本站的使用人次增加，截至2016年，為JR京都線最少使用人次的車站。
以下為近年1日平均乘車人次
| 年度   | 1日平均 乘車人次 |
| ------ | ---------------- |
| 1999年 | 6,459            |
| 2000年 | 6,433            |
| 2001年 | 6,403            |
| 2002年 | 6,433            |
| 2003年 | 6,541            |
| 2004年 | 6,644            |
| 2005年 | 6,775            |
| 2006年 | 6,929            |
| 2007年 | 6,869            |
| 2008年 | 5,805            |
| 2009年 | 5,597            |
| 2010年 | 5,658            |
| 2011年 | 5,607            |
| 2012年 | 5,651            |
| 2013年 | 5,700            |
| 2014年 | 5,612            |
| 2015年 | 5,645            |
| 2016年 | 5,738            |
| 2017年 | 5,815            |
| 2018年 | 5,893            |

## 其他
在電車GO!(第一代)中，本來京都至高槻站各站停車的列車，在遊戲中以快速列車的型式通過此站。

## 車站周邊
此站距離阪急電鐵京都線大山崎站只有約250米，因此可步行轉乘。
交通
- 京阪巴士（日语：京阪バス）
  - 13號路線（日语：京阪バス男山営業所）　往京阪淀站（經阪急大山崎、洛西淨化中心）
  - 淀馬場線（日语：淀競馬場線）（在中央賽馬（日语：中央競馬）日設有直通巴士直達京都競馬場）
- 阪急巴士（日语：阪急バス）
  - 80系統（日语：阪急バス大山崎営業所）　往阪急東向日站（經大山崎町政廳、小泉橋、阪急長岡天神、JR長岡京）

在年初設有前往石清水八幡宮站的臨時巴士班次。
觀光
- 山崎之戰遺址
- 水無瀨神宮
- 櫻井站遺址（日语：桜井駅跡）
- 關大明神社（日语：関大明神社）
- 妙喜庵（日语：妙喜庵）
  - 國寶、待庵
- 大山崎山莊美術館（日语：大山崎山荘美術館）
- 大山崎町歴史資料館
- 大念寺（日语：大念寺 (京都府大山崎町)）
- 寶積寺（日语：宝積寺）
- 山崎聖天（日语：山崎聖天）
- 酒解神社（日语：酒解神社）
- 大山崎瓦窯遺址（國家指定古蹟）
- 三得利山崎酒廠（日语：山崎蒸溜所）
- 山崎城 (山城國)（日语：山崎城 (山城国)）

其他
- 舊西國街道
- 山崎站前郵局

## 相鄰車站
西日本旅客鐵道
 JR京都線（東海道本線）
■新快速、■快速（京都站至西明石站之間為快速。只限早上運行）
通過
■普通（包括在高槻站至西明石站之間為快速列車的班次）
長岡京（JR-A35）－山崎（JR-A36）－島本（JR-A37）

## 外部連結
- 山崎｜車站資訊：JR出門網 - 西日本旅客鐵道